# Porsgrunn
Porsgrunn ( ? i  escolteu-ne la pronunciació en noruec) és un municipi situat al comtat de Telemark, Noruega. Té 35.955 habitants (2016) i la seva superfície és de 163,85 km². El centre administratiu del municipi és el poble homònim. Va ser establert com a municipi l'1 de gener de 1838.
L'origen del creixement de Posgrunn va ser que era una ciutat satèl·lit de Skien, destinada a la producció de fusta. Des de finals del segle xix que s'ha convertit en una important ciutat industrial i actualment és un dels principals centres industrials del país.
Porsgrunn acull un festival anual, el Festival Internacional de Teatre de Porsgrunn, un dels esdeveniments de teatre més grans de Noruega. El festival porta amb si artistes de tot el món durant una setmana del mes de juny.

## Informació general

### Nom
El lloc és esmentat per primera vegada el 1576 ("Porsgrund") per l'escriptor Peder Claussøn Friis en el seu treball Norrigis Beschrifuelse —«Descripció de Noruega». El nom probablement se li va donar durant l'època medieval a la zona pantanosa, i les monges del proper convent de Gimsøy acudien a aquest lloc per recol·lectar murta. El nom prové de les arrels pors (murta de Brabant), i grund (terreny). Abans del 1931, el nom va ser escrit "Porsgrund".

### Escut d'armes
L'escut d'armes és modern. Se'ls va concedir el 16 de gener de 1905. Es va idear l'escut el 1905 quan la ciutat necessitava un nou ajuntament. La corba de plata és el petit riu que travessa la ciutat. La meitat superior mostra una branca de color platejat de murta sobre un fons vermell i és per tant un símbol parlant. L'àncora de plata sobre un fons blau simbolitza la importància del port local.

## Història
Porsgrunn va adquirir importància al segle xvii, quan es va convertir en un port de fusta. El desplaçament del port fuster des de Skien cap a Porsgrunn es devia a la quantitat de deixalles industrials que s'acumulaven al riu a la rodalia de Skien i impedien el desplaçament de les embarcacions. El trasllat de la duana a Porsgrunn el 1653 va suposar un impuls per al desenvolupament de les activitats comercials i de negocis.
El 1764 Porsgrunn es va separar de les antigues parròquies rurals d'Eidanger, Solum i Gjerpen per constituir la seva pròpia parròquia. En aquells dies, els habitants de Porsgrunn ja havien edificat dues esglésies a cada costat del riu. L'església de Vestsida va quedar acabada el 1758, i la d'Østsida el 1760.

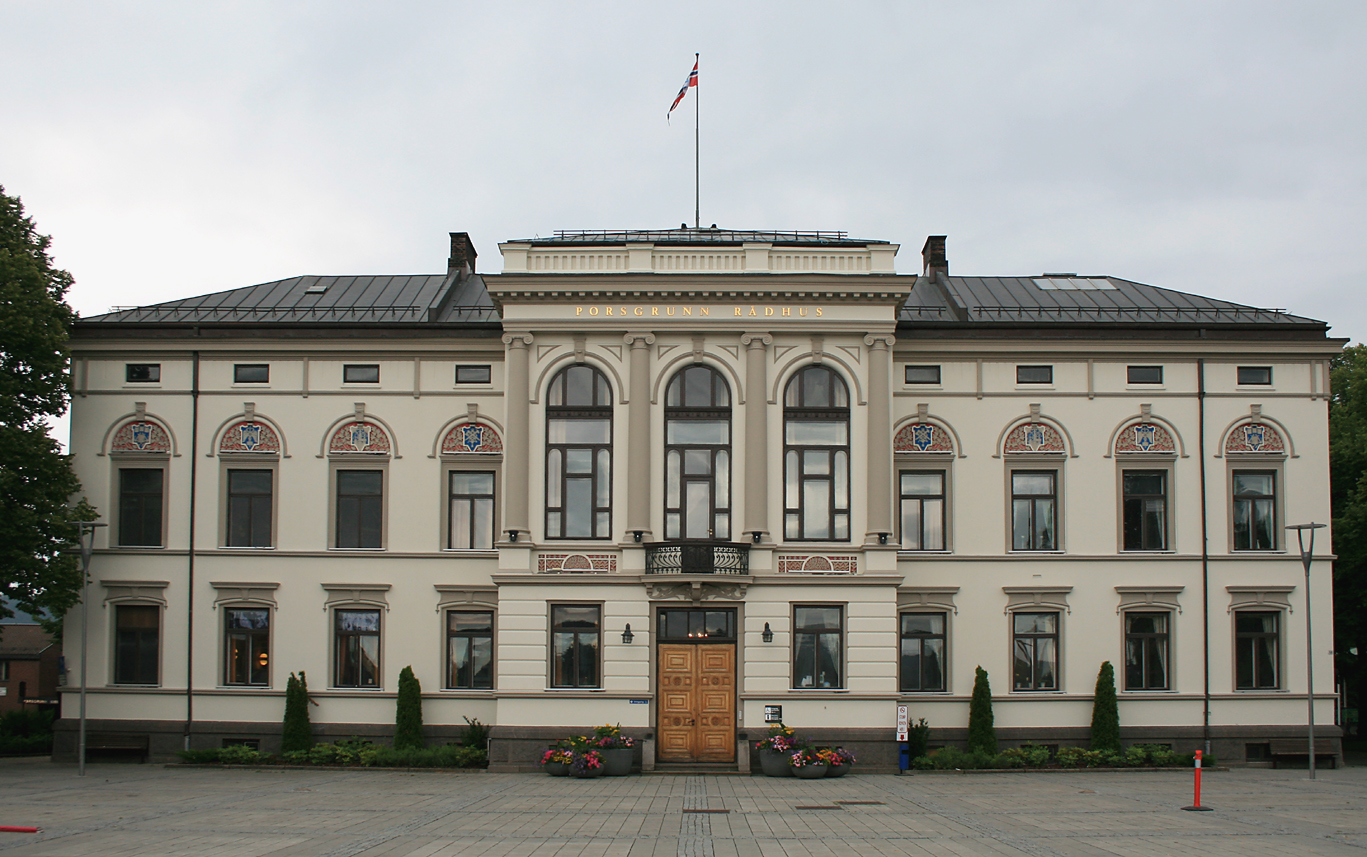
Ajuntament de Porsgrunn.

El 1807 Porsgrunn va adquirir els privilegis de ciutat mercantil (kjøpstad) i el 1842 es va convertir en municipi. La major part del segle xix l'economia de Porsgrunn va estar marcada pel desenvolupament de la indústria naval, que juntament amb la producció de fusta suposava la major font de llocs de treball. La indústria naviliera, enfocada a vaixells de vela, va entrar en decadència a la fi del segle xix, quan van sorgir els vaixells de vapor.
La dècada del 1880 es va caracteritzar per un estancament econòmic de la ciutat, que va originar noves iniciatives. El 1884 es va fundar Norrøna Fabrikker, empresa especialitzada en pedres d'esmolar, i el 1887 Porsgrunds Porselænsfabrik. La producció de porcellana, que va comptar inicialment amb personal especialitzat d'Alemanya i Bohèmia, és única a Noruega i gaudeix d'un gran prestigi.
Després de la Primera Guerra Mundial, l'economia de la ciutat ha girat al voltant de la indústria pesant, especialment elèctrica, metal·lúrgica i siderúrgica. El 1929 Norsk Hydro va establir una gran fàbrica de fertilitzants a Herøya, una península al sud-oest de la ciutat que s'ha convertit en el complex industrial més gran de tota Noruega.
El 1964 Porsgrunn va engrandir els seus límits amb la integració en el seu territori dels antics municipis d'Eidanger i Brevik. En les últimes dècades, Porsgrunn s'ha desenvolupat com una ciutat educativa.

## Geografia
Porsgrunn limita amb els municipis de Skien i Siljan al nord, Bamble a l'oest, i Larvik a l'est. És part d'un grup de municipis al sud de Telemark que constitueixen l'àrea de Grenland de Noruega. La ciutat està situada prop del fiord de Gunneklev, i a la desembocadura del riu Telemarksvassdraget o riu Porsgrunn (Porsgrunnselva). La península de Herøya, al sud-est de la ciutat, va ser originalment un parc industrial i s'ha convertit en un barri de Porsgrunn.

## Ciutats agermanades
Porsgrunn manté una relació d'agermanament amb les següents localitats:
- Zenica, Cantó de Zenica-Doboj, Bòsnia i Hercegovina
- Kisumu, Província de Nyanza, Kenya
- Sigtuna, Comtat d'Estocolm, Suècia
- Sønderborg, Dinamarca Meridional, Dinamarca
- Sundsvall, Suècia